# Tegelen
Tegelen è una località e un'ex-municipalità dei Paesi Bassi situata nella provincia del Limburgo. 

## Storia
Soppressa il 1º gennaio 2001, il suo territorio, è stato incorporato in quello della municipalità di Venlo.